# Biblioteca Tomás Navarro Tomás
La Biblioteca Tomás Navarro Tomás, perteneciente al Centro de Ciencias Humanas y Sociales del Consejo Superior de Investigaciones Científicas, es una biblioteca de investigación especializada en humanidades y ciencias sociales. Situada en Madrid, forma parte de la Red de bibliotecas del CSIC que genera uno de los mayores catálogos colectivos automatizados de España, denominado CIRBIC (Catálogos Informatizados de la Red de Bibliotecas del CSIC).

## Descripción
Nace en 2008 como resultado de la fusión de las ocho bibliotecas especializadas en filosofía, filología, historia, sociología, política, geografía, economía, humanidades y ciencias sociales que el CSIC tenía en la ciudad de Madrid en España, lo que ha permitido reunir y ofrecer un conjunto documental muy amplio y altamente especializado.
La biblioteca cuenta con una colección híbrida formada por más de un millón de ejemplares físicos y una selección de recursos electrónicos (revistas, bases de datos, libros electrónicos y repositorio de acceso abierto) que están a libre disposición del lector desde ordenadores ubicados en los espacios destinados a la consulta. Para el año 2009 esa selección está en torno a 300 000 monografías y a 3000 títulos de revistas.
Desde su apertura en enero de 2008, y a través de su página web, la biblioteca ofrece una amplia variedad de servicios y productos destinada a sus usuarios presenciales y virtuales. Entre los productos de elaboración propia se encuentran el Puntoseguido, boletín de novedades bibliográficas, la elaboración de publicaciones especiales bibliográficas, de manuales de formación o el desarrollo de exposiciones virtuales y actividades encaminadas a la difusión del patrimonio de esta biblioteca.
La Biblioteca Tomás Navarro Tomás es una de las pioneras en España en la implantación de la tecnología de radiofrecuencia aplicada a la gestión de la colección y a los servicios, lo que permite al lector presencial un alto grado de autoservicio.